# Euryproctus nemoralis
Euryproctus nemoralis là một loài tò vò trong họ Ichneumonidae.